# Ludiès
Ludiès är en kommun i departementet Ariège i regionen Occitanien i södra Frankrike. Kommunen ligger  i kantonen Pamiers-Est som ligger i arrondissementet Pamiers. År 2022 hade Ludiès 99 invånare.

## Befolkningsutveckling
Antalet invånare i kommunen Ludiès
Referens: INSEE